# Raionul Verhnii Rohaciîk, Herson
Verhnii Rohaciîk (în ucraineană Верхньорогачицький район, transliterat: Verhnorohaciîțkîi raion) este un raion în regiunea Herson, Ucraina. Reședința sa este așezarea de tip urban Verhnii Rohaciîk.

## Demografie
Componența lingvistică a raionului Verhnii Rohaciîk
     Ucraineană (93,4%)
     Rusă (5,66%)
     Alte limbi (0,3%)
Conform recensământului din 2001, majoritatea populației raionului Verhnii Rohaciîk era vorbitoare de ucraineană (93,4%), existând în minoritate și vorbitori de rusă (5,66%).